# Campeonato Mundial de Voleibol Feminino de 2006
O Campeonato Mundial de Voleibol Feminino de 2006, ou XVI Campeonato Mundial de Voleibol, foi disputado entre 31 de outubro e 16 de novembro. Como na edição de 1998, o torneio masculino também foi sediado no Japão na semana seguinte ao término da edição feminina.
A seleção da Rússia sagrou-se campeã ao derrotar a equipe do Brasil na final por 3 sets a 2.

## Qualificatórias
Equipes classificadas
| África                      | América do Sul  | América do Norte, Central e Caribe                                                | Ásia                                                          | Europa                                                                                              |
| --------------------------- | --------------- | --------------------------------------------------------------------------------- | ------------------------------------------------------------- | --------------------------------------------------------------------------------------------------- |
| - Egito - Camarões - Quênia | - Brasil - Peru | - Costa Rica - Cuba - Estados Unidos - Porto Rico - México - República Dominicana | - Japão - Taipé Chinesa - Cazaquistão - China - Coreia do Sul | - Alemanha - Azerbaijão - Países Baixos - Turquia - Itália - Polônia - Rússia - Sérvia e Montenegro |

## Primeira fase
Na primeira fase as 24 equipes classificadas são distribuídas em quatro grupos com seis equipes cada. As quatro melhores equipes de cada grupo classificam-se para a segunda fase.

### Grupo A -Tóquio
Classificação
| Pos | País          | J | V | D | SP | SC | PP  | PC  | Pts |
| --- | ------------- | - | - | - | -- | -- | --- | --- | --- |
| 1   | Taipé Chinês  | 5 | 5 | 0 | 15 | 4  | 455 | 371 | 10  |
| 2   | Japão         | 5 | 4 | 1 | 13 | 5  | 437 | 354 | 9   |
| 3   | Polônia       | 5 | 3 | 2 | 11 | 10 | 483 | 455 | 8   |
| 4   | Coreia do Sul | 5 | 2 | 3 | 11 | 9  | 458 | 404 | 7   |
| 5   | Costa Rica    | 5 | 1 | 4 | 4  | 14 | 303 | 425 | 6   |
| 6   | Quênia        | 5 | 0 | 5 | 3  | 15 | 311 | 438 | 5   |

Resultados
Todos os jogos estão no horário local (UTC+9).
| 31 de outubro | 13:00 | Coreia do Sul | - | Costa Rica    | 3 - 0 | (25-16,25-15,25-17)             |
| 31 de outubro | 15:00 | Polónia       | - | Quênia        | 3 - 1 | (25-15,25-17,20-25,25-20)       |
| 31 de outubro | 18:00 | Taipé Chinesa | - | Japão         | 3 - 1 | (18-25,25-18,25-19,25-23)       |
| 1 de novembro | 13:00 | Quênia        | - | Taipé Chinesa | 0 - 3 | (13-25,9-25,27-29)              |
| 1 de novembro | 15:00 | Coreia do Sul | - | Polónia       | 2 - 3 | (21-25,25-23,24-26,25-23,12-15) |
| 1 de novembro | 18:00 | Costa Rica    | - | Japão         | 0 - 3 | (9-25,11-25,14-25)              |
| 3 de novembro | 13:00 | Taipé Chinesa | - | Coreia do Sul | 3 - 2 | (26-24,16-25,29-27,24-26,15-10) |
| 3 de novembro | 15:00 | Polónia       | - | Costa Rica    | 3 - 1 | (25-17,20-25,25-11,25-14)       |
| 3 de novembro | 18:00 | Japão         | - | Quênia        | 3 - 0 | (25-15,25-17,25-10)             |
| 4 de novembro | 13:00 | Costa Rica    | - | Quênia        | 3 - 2 | (19-25,23-25,25-16,32-30,15-9)  |
| 4 de novembro | 15:00 | Polónia       | - | Taipé Chinesa | 1 - 3 | (19-25,18-25,25-23,23-25)       |
| 4 de novembro | 18:00 | Coreia do Sul | - | Japão         | 1 - 3 | (21-25,25-21,21-25,22-25)       |
| 5 de novembro | 13:00 | Taipé Chinesa | - | Costa Rica    | 3 - 0 | (25-10,25-18,25-12)             |
| 5 de novembro | 15:00 | Quênia        | - | Coreia do Sul | 0 - 3 | (13-25,13-25,12-25)             |
| 5 de novembro | 18:00 | Japão         | - | Polónia       | 3 - 1 | (25-22,30-28,26-28,25-18)       |

### Grupo B -Sapporo
Classificação
| Pos | País                 | J | V | D | SP | SC | PP  | PC  | Pts |
| --- | -------------------- | - | - | - | -- | -- | --- | --- | --- |
| 1   | Rússia               | 5 | 5 | 0 | 15 | 4  | 451 | 361 | 10  |
| 2   | Alemanha             | 5 | 4 | 1 | 13 | 4  | 413 | 354 | 9   |
| 3   | China                | 5 | 3 | 2 | 11 | 7  | 413 | 378 | 8   |
| 4   | Azerbaijão           | 5 | 2 | 3 | 8  | 10 | 406 | 391 | 7   |
| 5   | República Dominicana | 5 | 1 | 4 | 5  | 12 | 348 | 392 | 6   |
| 6   | México               | 5 | 0 | 5 | 0  | 15 | 220 | 375 | 5   |

Resultados
| 31 de outubro | 14:00 | República Dominicana | - | Alemanha             | 0 - 3 | (17-25,16-25,21-25)       |
| 31 de outubro | 16:00 | México               | - | Rússia               | 0 - 3 | (8-25,11-25,10-25)        |
| 31 de outubro | 18:00 | China                | - | Azerbaijão           | 3 - 1 | (25-23,24-26,25-16,25-22) |
| 1 de novembro | 14:00 | Azerbaijão           | - | Rússia               | 1 - 3 | (19-25,21-25,25-19,20-25) |
| 1 de novembro | 16:00 | Alemanha             | - | México               | 3 - 0 | (25-18,25-21,25-19)       |
| 1 de novembro | 18:00 | China                | - | República Dominicana | 3 - 0 | (25-19,25-17,25-23)       |
| 3 de novembro | 14:00 | República Dominicana | - | Azerbaijão           | 1 - 3 | (25-21,21-25,21-25,14-25) |
| 3 de novembro | 16:00 | Rússia               | - | Alemanha             | 3 - 1 | (25-22,25-21,17-25,25-23) |
| 3 de novembro | 18:00 | México               | - | China                | 0 - 3 | (20-25,10-25,12-25)       |
| 4 de novembro | 14:00 | China                | - | Rússia               | 1 - 3 | (25-20,23-25,17-25,12-25) |
| 4 de novembro | 16:00 | Azerbaijão           | - | Alemanha             | 0 - 3 | (25-27,18-25,20-25)       |
| 4 de novembro | 18:00 | República Dominicana | - | México               | 3 - 0 | (25-20,25-19,25-12)       |
| 5 de novembro | 14:00 | Alemanha             | - | China                | 3 - 1 | (20-25,25-18,25-21,25-23) |
| 5 de novembro | 16:00 | México               | - | Azerbaijão           | 0 - 3 | (14-25,10-25,16-25)       |
| 5 de novembro | 18:00 | Rússia               | - | República Dominicana | 3 - 1 | (25-17,20-25,25-18,25-19) |

### Grupo C -Kobe
Classificação
| Pos | País           | J | V | D | SP | SC | PP  | PC  | Pts |
| --- | -------------- | - | - | - | -- | -- | --- | --- | --- |
| 1   | Brasil         | 5 | 5 | 0 | 15 | 2  | 411 | 287 | 10  |
| 2   | Estados Unidos | 5 | 4 | 1 | 12 | 7  | 430 | 373 | 9   |
| 3   | Países Baixos  | 5 | 3 | 2 | 13 | 8  | 466 | 440 | 8   |
| 4   | Porto Rico     | 5 | 2 | 3 | 6  | 10 | 334 | 381 | 7   |
| 5   | Cazaquistão    | 5 | 1 | 4 | 8  | 12 | 420 | 442 | 6   |
| 6   | Camarões       | 5 | 0 | 5 | 0  | 15 | 237 | 375 | 5   |

Resultados
| 31 de outubro | 14:00 | Brasil         | - | Porto Rico     | 3 - 0 | (25-21,25-15,25-18)             |
| 31 de outubro | 16:00 | Países Baixos  | - | Camarões       | 3 - 0 | (25-16,25-17,25-18)             |
| 31 de outubro | 18:00 | Estados Unidos | - | Cazaquistão    | 3 - 2 | (19-25,25-19,25-19,26-28,16-14) |
| 1 de novembro | 14:00 | Cazaquistão    | - | Brasil         | 0 - 3 | (17-25,13-25,16-25)             |
| 1 de novembro | 16:00 | Camarões       | - | Porto Rico     | 0 - 3 | (17-25,23-25,20-25)             |
| 1 de novembro | 18:00 | Países Baixos  | - | Estados Unidos | 2 - 3 | (19-25,22-25,29-27,25-20,7-15)  |
| 3 de novembro | 14:00 | Brasil         | - | Países Baixos  | 3 - 2 | (25-18,23-25,23-25,25-18,15-9)  |
| 3 de novembro | 16:00 | Porto Rico     | - | Cazaquistão    | 3 - 1 | (25-23,22-25,25-20,25-23)       |
| 3 de novembro | 18:00 | Estados Unidos | - | Camarões       | 3 - 0 | (25-17,25-18,25-11)             |
| 4 de novembro | 14:00 | Estados Unidos | - | Brasil         | 0 - 3 | (23-25,21-25,13-25)             |
| 4 de novembro | 16:00 | Camarões       | - | Cazaquistão    | 0 - 3 | (20-25,13-25,12-25)             |
| 4 de novembro | 18:00 | Países Baixos  | - | Porto Rico     | 3 - 0 | (30-28,25-17,25-18)             |
| 5 de novembro | 14:00 | Brasil         | - | Camarões       | 3 - 0 | (25-13,25-14,25-8)              |
| 5 de novembro | 16:00 | Porto Rico     | - | Estados Unidos | 0 - 3 | (14-25,16-25,15-25)             |
| 5 de novembro | 18:00 | Cazaquistão    | - | Países Baixos  | 2 - 3 | (18-25,29-27,18-25,25-22,13-15) |

### Grupo D -Nagoya
Classificação
| Pos | País                | J | V | D | SP | SC | PP  | PC  | Pts |
| --- | ------------------- | - | - | - | -- | -- | --- | --- | --- |
| 1   | Sérvia e Montenegro | 5 | 5 | 0 | 15 | 4  | 464 | 388 | 10  |
| 2   | Itália              | 5 | 4 | 1 | 13 | 4  | 415 | 315 | 9   |
| 3   | Cuba                | 5 | 3 | 2 | 11 | 8  | 432 | 388 | 8   |
| 4   | Turquia             | 5 | 2 | 3 | 6  | 11 | 368 | 359 | 7   |
| 5   | Peru                | 5 | 1 | 4 | 9  | 12 | 419 | 447 | 6   |
| 6   | Egito               | 5 | 0 | 5 | 0  | 15 | 174 | 375 | 5   |

Resultados
| 31 de outubro | 14:00 | Peru                | - | Egito               | 3 - 0 | (25-19,25-6,25-13)              |
| 31 de outubro | 16:00 | Turquia             | - | Cuba                | 0 - 3 | (20-25,25-27,21-25)             |
| 31 de outubro | 18:00 | Itália              | - | Sérvia e Montenegro | 1 - 3 | (18-25,22-25,25-19,25-27)       |
| 1 de novembro | 14:00 | Egito               | - | Turquia             | 0 - 3 | (11-25,13-25,8-25)              |
| 1 de novembro | 16:00 | Sérvia e Montenegro | - | Cuba                | 3 - 1 | (25-22,22-25,25-20,25-23)       |
| 1 de novembro | 18:00 | Itália              | - | Peru                | 3 - 0 | (25-15,25-16,25-14)             |
| 3 de novembro | 14:00 | Peru                | - | Sérvia e Montenegro | 2 - 3 | (25-23,25-21,20-25,16-25,23-25) |
| 3 de novembro | 16:00 | Cuba                | - | Egito               | 3 - 0 | (25-9,25-9,25-15)               |
| 3 de novembro | 18:00 | Turquia             | - | Itália              | 0 - 3 | (23-25,17-25,14-25)             |
| 4 de novembro | 14:00 | Sérvia e Montenegro | - | Egito               | 3 - 0 | (25-9,25-13,25-15)              |
| 4 de novembro | 16:00 | Peru                | - | Turquia             | 2 - 3 | (27-25,18-25,25-21,19-25,9-15)  |
| 4 de novembro | 18:00 | Itália              | - | Cuba                | 3 - 1 | (25-27,25-19,25-21,25-19)       |
| 5 de novembro | 14:00 | Turquia             | - | Sérvia e Montenegro | 0 - 3 | (25-27,22-25,15-25)             |
| 5 de novembro | 16:00 | Cuba                | - | Peru                | 3 - 2 | (22-25,25-16,17-25,25-16,15-10) |
| 5 de novembro | 18:00 | Egito               | - | Itália              | 0 - 3 | (17-25,7-25,10-25)              |

## Segunda fase
Os resultados obtidos na fase anterior continuam valendo, sendo que as equipes que estavam em um grupo continuam no mesmo grupo para essa fase. Porém os times só enfrentam os adversários que ainda não haviam enfrentado, num total de quatro partidas. As duas melhores equipes classificam-se as semifinais.

### Grupo E -Nagoya
Classificação
| Pos | País                | J | V | D | SP | SC | PP  | PC  | Pts |
| --- | ------------------- | - | - | - | -- | -- | --- | --- | --- |
| 1   | Itália              | 7 | 6 | 1 | 19 | 4  | 568 | 448 | 13  |
| 2   | Sérvia e Montenegro | 7 | 6 | 1 | 20 | 7  | 628 | 563 | 13  |
| 3   | Cuba                | 7 | 5 | 2 | 17 | 7  | 578 | 532 | 12  |
| 4   | Japão               | 7 | 4 | 3 | 14 | 14 | 652 | 644 | 11  |
| 5   | Taipé Chinês        | 7 | 3 | 4 | 12 | 16 | 574 | 636 | 10  |
| 6   | Turquia             | 7 | 2 | 5 | 7  | 16 | 493 | 540 | 9   |
| 7   | Coreia do Sul       | 7 | 1 | 6 | 8  | 18 | 552 | 592 | 8   |
| 8   | Polônia             | 7 | 1 | 6 | 5  | 20 | 524 | 614 | 8   |

Resultados
Todos os jogos estão no horário local (UTC+9).
| 8 de novembro  | 11:00 | Coreia do Sul | - | Sérvia e Montenegro | 0 - 3 | (23-25,19-25,22-25)             |
| 8 de novembro  | 13:00 | Polónia       | - | Itália              | 0 - 3 | (19-25,22-25,13-25)             |
| 8 de novembro  | 18:00 | Japão         | - | Cuba                | 1 - 3 | (25-22,23-25,22-25,22-25)       |
| 8 de novembro  | 15:00 | Taipé Chinesa | - | Turquia             | 1 - 3 | (17-25,16-25,25-21,17-25)       |
| 9 de novembro  | 15:00 | Coreia do Sul | - | Itália              | 0 - 3 | (18-25,19-25,13-25)             |
| 9 de novembro  | 11:00 | Polónia       | - | Sérvia e Montenegro | 0 - 3 | (15-25,22-25,14-25)             |
| 9 de novembro  | 18:00 | Japão         | - | Turquia             | 3 - 1 | (30-28,22-25,25-21,25-17)       |
| 9 de novembro  | 13:00 | Taipé Chinesa | - | Cuba                | 0 - 3 | (21-25,20-25,14-25)             |
| 11 de novembro | 13:00 | Coreia do Sul | - | Cuba                | 0 - 3 | (19-25,14-25,22-25)             |
| 11 de novembro | 15:00 | Polónia       | - | Turquia             | 0 - 3 | (18-25,22-25,19-25)             |
| 11 de novembro | 18:00 | Japão         | - | Sérvia e Montenegro | 3 - 2 | (18-25,22-25,25-18,25-21,15-11) |
| 11 de novembro | 11:00 | Taipé Chinesa | - | Itália              | 0 - 3 | (15-25,13-25,14-25)             |
| 12 de novembro | 15:00 | Coreia do Sul | - | Turquia             | 3 - 0 | (25-14,25-13,25-22)             |
| 12 de novembro | 11:00 | Polónia       | - | Cuba                | 0 - 3 | (18-25,26-28,23-25)             |
| 12 de novembro | 18:00 | Japão         | - | Itália              | 0 - 3 | (17-25,26-28,23-25)             |
| 12 de novembro | 13:00 | Taipé Chinesa | - | Sérvia e Montenegro | 2 - 3 | (22-25,26-24,25-19,15-25,13-15) |

### Grupo F -Osaka
Classificação
| Pos | País           | J | V | D | SP | SC | PP  | PC  | Pts |
| --- | -------------- | - | - | - | -- | -- | --- | --- | --- |
| 1   | Brasil         | 7 | 7 | 0 | 21 | 5  | 628 | 517 | 14  |
| 2   | Rússia         | 7 | 6 | 1 | 19 | 6  | 596 | 512 | 13  |
| 3   | Países Baixos  | 7 | 4 | 3 | 16 | 13 | 620 | 646 | 11  |
| 4   | China          | 7 | 3 | 4 | 15 | 14 | 648 | 642 | 10  |
| 5   | Alemanha       | 7 | 3 | 4 | 14 | 13 | 609 | 606 | 10  |
| 6   | Estados Unidos | 7 | 3 | 4 | 12 | 16 | 605 | 608 | 10  |
| 7   | Azerbaijão     | 7 | 2 | 5 | 8  | 17 | 549 | 585 | 9   |
| 8   | Porto Rico     | 7 | 0 | 7 | 0  | 21 | 394 | 533 | 7   |

Resultados
| 8 de novembro  | 12:00 | Rússia     | - | Porto Rico     | 3 - 0 | (25-16,25-10,25-20)             |
| 8 de novembro  | 14:00 | Alemanha   | - | Países Baixos  | 2 - 3 | (25-23,21-25,23-25,25-23,14-16) |
| 8 de novembro  | 18:00 | China      | - | Estados Unidos | 3 - 1 | (20-25,25-23,25-22,25-17)       |
| 8 de novembro  | 16:00 | Azerbaijão | - | Brasil         | 0 - 3 | (19-25,21-25,23-25)             |
| 9 de novembro  | 12:00 | Rússia     | - | Países Baixos  | 3 - 0 | (25-17,25-18,25-16)             |
| 9 de novembro  | 14:00 | Alemanha   | - | Porto Rico     | 3 - 0 | (25-23,25-22,25-22)             |
| 9 de novembro  | 16:00 | China      | - | Brasil         | 2 - 3 | (26-24,25-20,21-25,16-25,17-19) |
| 9 de novembro  | 18:00 | Azerbaijão | - | Estados Unidos | 3 - 2 | (25-19,16-25,25-22,25-27,15-13) |
| 11 de novembro | 13:00 | Rússia     | - | Estados Unidos | 3 - 0 | (25-20,25-21,25-17)             |
| 11 de novembro | 14:00 | Alemanha   | - | Brasil         | 0 - 3 | (16-25,22-25,15-25)             |
| 11 de novembro | 16:00 | China      | - | Porto Rico     | 3 - 0 | (28-26,25-14,25-22)             |
| 11 de novembro | 18:00 | Azerbaijão | - | Países Baixos  | 0 - 3 | (24-26,22-25,24-26)             |
| 12 de novembro | 12:00 | Rússia     | - | Brasil         | 1 - 3 | (29-27,14-25,25-27,22-25)       |
| 12 de novembro | 14:00 | Alemanha   | - | Estados Unidos | 2 - 3 | (27-25,23-25,25-19,24-26,11-15) |
| 12 de novembro | 16:00 | China      | - | Países Baixos  | 2 - 3 | (25-21,25-17,23-25,22-25,12-15) |
| 12 de novembro | 18:00 | Azerbaijão | - | Porto Rico     | 3 - 0 | (25-21,25-18,25-18)             |

## Fase final
Todos os jogos estão no horário local (UTC+9).
|  | Semi-finais                | Semi-finais                |                    |                            | Final                      | Final              |  |
|  |                            |                            |                    |                            |                            |                    |  |
|  | 15 nov 2006, 16:00 – Osaka |                            |                    |                            |                            |                    |  |
|  | Itália                     | 0 [19 16 20]               |                    |                            |                            |                    |  |
|  | Rússia                     | 3 [25 25 25]               |                    |                            |                            |                    |  |
|  |                            |                            |                    |                            |                            |                    |  |
|  |                            |                            |                    |                            | 16 nov 2006, 14:30 – Osaka |                    |  |
|  |                            |                            |                    |                            | Rússia                     | 3 [15 25 25 20 15] |  |
|  |                            | Brasil                     | 2 [25 23 18 25 13] |                            |                            |                    |  |
|  |                            |                            |                    |                            |                            |                    |  |
|  |                            |                            |                    |                            |                            |                    |  |
|  |                            |                            |                    |                            | 3º lugar                   |                    |  |
|  | 15 nov 2006, 14:00 - Osaka | 15 nov 2006, 14:00 - Osaka |                    | 16 nov 2006, 12:00 - Osaka | 16 nov 2006, 12:00 - Osaka |                    |  |
|  | Brasil                     | 3 [25 25 21 25]            |                    | Itália                     | 0 [22 22 21]               |                    |  |
|  | Sérvia e Montenegro        | 1 [17 14 25 20]            |                    |                            | Sérvia e Montenegro        | 3 [25 25 25]       |  |

|  | 5º-8º lugar                | 5º-8º lugar                |              |                            | 5º lugar                   | 5º lugar     |  |
|  |                            |                            |              |                            |                            |              |  |
|  | 15 nov 2006, 16:00 – Osaka |                            |              |                            |                            |              |  |
|  | Cuba                       | 1 [24 21 28 20]            |              |                            |                            |              |  |
|  | China                      | 3 [26 25 26 25]            |              |                            |                            |              |  |
|  |                            |                            |              |                            |                            |              |  |
|  |                            |                            |              |                            | 16 nov 2006, 18:00 – Osaka |              |  |
|  |                            |                            |              |                            | China                      | 3 [25 25 25] |  |
|  |                            | Japão                      | 0 [19 22 22] |                            |                            |              |  |
|  |                            |                            |              |                            |                            |              |  |
|  |                            |                            |              |                            |                            |              |  |
|  |                            |                            |              |                            | 7º lugar                   |              |  |
|  | 15 nov 2006, 19:00 - Osaka | 15 nov 2006, 19:00 - Osaka |              | 16 nov 2006, 17:00 - Osaka | 16 nov 2006, 17:00 - Osaka |              |  |
|  | Países Baixos              | 1 [21 27 21 21]            |              | Cuba                       | 3 [25 25 25]               |              |  |
|  | Japão                      | 3 [25 25 25 25]            |              |                            | Países Baixos              | 0 [22 16 23] |  |

|  | 9º-12º lugar               | 9º-12º lugar               |                 |                            | 9º lugar                   | 9º lugar        |  |
|  |                            |                            |                 |                            |                            |                 |  |
|  | 15 nov 2006, 14:00 – Osaka |                            |                 |                            |                            |                 |  |
|  | Taipé Chinês               | 0 [15 20 21]               |                 |                            |                            |                 |  |
|  | Estados Unidos             | 3 [25 25 25]               |                 |                            |                            |                 |  |
|  |                            |                            |                 |                            |                            |                 |  |
|  |                            |                            |                 |                            | 16 nov 2006, 15:00 – Osaka |                 |  |
|  |                            |                            |                 |                            | Estados Unidos             | 3 [25 23 25 25] |  |
|  |                            | Turquia                    | 1 [22 25 17 16] |                            |                            |                 |  |
|  |                            |                            |                 |                            |                            |                 |  |
|  |                            |                            |                 |                            |                            |                 |  |
|  |                            |                            |                 |                            | 11º lugar                  |                 |  |
|  | 15 nov 2006, 18:00 - Osaka | 15 nov 2006, 18:00 - Osaka |                 | 16 nov 2006, 13:00 - Osaka | 16 nov 2006, 13:00 - Osaka |                 |  |
|  | Alemanha                   | 1 [25 16 20 25]            |                 | Taipé Chinês               | 0 [15 19 15]               |                 |  |
|  | Turquia                    | 3 [23 25 25 27]            |                 |                            | Alemanha                   | 3 [25 25 25]    |  |

## Classificação final
| 1 | 2 | 3 |
| Rússia Maria Borodakova · Olga Zhitova · Maria Bruntseva · Lioubov Shashkova · Elena Godina · Natalia Safronova · Svetlana Kryuchkova · Ekaterina Gamova · Marina Sheshenina · Yulia Merkulova · Natalia Kulikova · Marina Akulova · Técnico: Giovanni Caprara | Brasil Walewska Oliveira · Carolina Albuquerque · Marianne Steinbrecher (Mari) · Paula Pequeno · Caroline Gattaz · Hélia Souza (Fofão) · Fabiana Claudino · Welissa Gonzaga (Sassá) · Jaqueline Carvalho · Sheilla Castro · Fabiana de Oliveira (Fabí) · Renata Colombo (Renatinha) · Técnico: José Roberto Guimarães | Sérvia e Montenegro Jelena Nikolić · Aleksandra Ranković · Ivana Đerisilo · Nataša Krsmanović · Jovana Brakočević · Brižitka Molnar · Jovana Vesović · Maja Ognjenović · Vesna Čitaković · Maja Simanić · Anja Spasojević · Suzana Čebić · Técnico: Zoran Teržić |

| 4  | Itália               |
| 5  | China                |
| 6  | Japão                |
| 7  | Cuba                 |
| 8  | Países Baixos        |
| 9  | Estados Unidos       |
| 10 | Turquia              |
| 11 | Alemanha             |
| 12 | Taipé Chinês         |
| 13 | Coreia do Sul        |
|    | Azerbaijão           |
| 15 | Polônia              |
|    | Porto Rico           |
| 17 | Costa Rica           |
|    | República Dominicana |
|    | Cazaquistão          |
|    | Peru                 |
| 21 | Camarões             |
|    | Egito                |
|    | Quênia               |
|    | México               |

## Prêmios individuais
| Yoshie Takeshita    | Japão    | MVP (Most Valuable Player) |  |
| Neslihan Darnel     | Turquia  | Maior pontuadora           |  |
| Rosir Calderón      | Cuba     | Melhor atacante            |  |
| Christiane Fürst    | Alemanha | Melhor bloqueadora         |  |
| Elena Godina        | Rússia   | Melhor sacadora            |  |
| Svetlana Kryuchkova | Rússia   | Melhor líbero              |  |
| Jaqueline Carvalho  | Brasil   | Melhor receptora           |  |
| Yoshie Takeshita    | Japão    | Melhor levantadora         |  |